# Secció de futsal del Sporting Clube de Portugal
El Sporting Clube de Portugal és la secció de futsal del Sporting CP.

## Palmarès
- UEFA Futsal Cup: 1
  - 2018/19
- Lliga portuguesa de futsal: 15
  - 1990/91, 1992/93, 1993/94, 1994/95, 1998/99, 2000/01, 2003/04, 2005/6, 2009/10, 2010/11, 2012/13, 2013/14, 2015/16, 2017/18, 2018/19
- Copa portuguesa de futsal: 7
  - 2005/06, 2007/08, 2010/11, 2012/13, 2015/16, 2017/18, 2018/19